# زیردریایی یو-۳۸۵
زیردریایی یو-۳۸۵ (به انگلیسی: German submarine U-385) یک زیردریایی بود که طول آن ۶۷٫۱ متر (۲۲۰ فوت ۲ اینچ) بود. این زیردریایی در سال ۱۹۴۲ ساخته شد.